# Sunčane Skale
Sunčane Skale ist ein Popmusikfestival in Montenegro, das seit 1994 jährlich in Herceg Novi stattfindet. Das Festival hat Bedeutung für den Musikmarkt des gesamten Westbalkans.
ProMonte ist seit zehn Jahren der Sponsor des Festivals.

## Das Festival
Das Festival erstreckt sich über drei Abende. Am ersten Abend werden die Prinčeve nagrade (‚Prinzen-Preise‘) verliehen. Preisgekrönt werden Interpreten und andere Schaffende der Musikbranche, welche in bestimmten Kategorien besondere Leistungen erbracht haben. Am zweiten Abend findet der offizielle Wettbewerb der Nachwuchsinterpreten statt, der Nove zvijezde (‚Neue Stars‘) heißt. Der Sieger dieses Wettbewerbes darf am dritten Abend mit den bereits renommierten Interpreten um den Sieg bei der Pjesma ljeta („Lied des Sommers“) kämpfen. Die ersten drei Ränge erhalten eine Sirena-Statue und einen Geldpreis, dessen Höhe sich nach dem belegten Rang richtet. Der erste Rang ist oft auch mit einem Werbevertrag verbunden.
Das Festival wird von Musikkritikern oft kritisiert, da die Interpreten ihre Lieder in Vollplayback präsentieren und nicht wie beim konkurrierenden Festival Pjesma Mediterana in Budva live singen.

## Gewinner
Liste der Sieger des dritten Tages von Sunčane Skale: Pjesma Ljeta.
- Sunčane Skale 1994 – Maja Nikolić – Baš sam se zaljubila
- Sunčane Skale 1995 – Filip Žmaher
- Sunčane Skale 1996 – Leontina Vukomanović – Jedna od sto
- Sunčane Skale 1997 – Zorana – Hoću da umrem dok me voliš
- Sunčane Skale 1998 – Vlado Georgiev – Ako ikad ostarim
- Sunčane Skale 2000 – Tifa & Makadam – Evo ima godina
- Sunčane Skale 2001 – Ivana Banfić – Sad je kasno
- Sunčane Skale 2002 – Tijana Dapčević – Negativ
- Sunčane Skale 2003 – Bojan Marović – Tebi je lako
- Sunčane Skale 2004 – Romana Panić – Nikad i zauvijek
- Sunčane Skale 2005 – Goran Karan – Ružo moja bila
- Sunčane Skale 2006 – Milena Vučić – Da l' ona zna
- Sunčane Skale 2007 – Lejla Hot – Suza stihova
- Sunčane Skale 2008 – Aleksandra Bučevac – Ostani
- Sunčane Skale 2009 – Kaliopi & Naum Petreski – Rum dum dum
- Sunčane Skale 2010 – Dado Topić & Anita Popović – Govore mojim glasom anđeli
- Sunčane Skale 2011 – Qpid – Under the radar
- Sunčane Skale 2012 – J-DA – Gel gel